# Fityk
Fityk ist ein Programm zur Anpassung von Messdaten an eine Modellrechnung, welches hauptsächlich zur Datenanalyse experimenteller Ergebnisse verwendet wird. Fityk schließt außerdem in gewisser Weise die Lücke zwischen Funktionenplottern und Analyseprogrammen.
Ursprünglich wurde Fityk entwickelt, um Daten der Röntgenbeugung in der Kristallographie zu analysieren. Es wird auch in anderen Bereichen wie der Chromatographie oder verschiedenen Arten der Spektroskopie (z. B. Photolumineszenz-Spektroskopie) zur Auswertung von Messsignalen verwendet.
Fityk ist unter den Bedingungen der GNU General Public License erhältlich. Es läuft auf Linux, Microsoft Windows, OS X, FreeBSD und anderen Plattformen. Es arbeitet Kommandozeilen-basiert oder mit einer grafischen Benutzeroberfläche.
Es ist in C++ mit Hilfe von wxWidgets-Bibliothek geschrieben und in zahlreichen Linux-Distributionen enthalten.

## Funktionen
Fityk arbeitet mit folgenden Regressionsmethoden:
- Levenberg-Marquardt-Algorithmus
- Downhill-Simplex-Verfahren
- Evolutionärer Algorithmus.

Zudem bietet es etwa 20 eingebaute Funktionen und Unterstützung von benutzerdefinierten Funktionen, Datenmanipulation, Umgang mit einer Reihe von Datensätzen und Automatisierung gängiger Aufgaben mit Skripten.
Ebenfalls möglich ist das Abziehen des Untergrundrauschens.